# Reggie Tsiboe
 (février 2021).
Si vous disposez d'ouvrages ou d'articles de référence ou si vous connaissez des sites web de qualité traitant du thème abordé ici, merci de compléter l'article en donnant les références utiles à sa vérifiabilité et en les liant à la section « Notes et références ».
Pour les articles homonymes, voir Tsiboe.
Reggie Tsiboe, né le 7 septembre 1950 à Kumasi au Ghana est un chanteur de disco ghanéen.

## Biographie
En 1982 il remplace le chanteur Bobby Farrell dans le groupe Boney M., mais en 1984 Bobby Farrell retourne dans le groupe et cela devient un quintette.
En 1986, il quitte le groupe.
Le 21 septembre 2006, Reggie retrouve Boney M., avec Liz Mitchell et Marcia Barrett pour un concert à Londres.

## Discographie
- 1982 : Polizei / A Fool In Love
- 1985 : King Of Dancing / I See You